# Dubîna, Tetiiv
Dubîna (în ucraineană Дубина) este un sat în comuna Dibrivka din raionul Tetiiv, regiunea Kiev, Ucraina.

## Demografie
Componența lingvistică a localității Dubîna
     Ucraineană (97,52%)
     Rusă (2,48%)
Conform recensământului din 2001, majoritatea populației localității Dubîna era vorbitoare de ucraineană (97,52%), existând în minoritate și vorbitori de rusă (2,48%).